# Robert Forno
Robert Forno, né le 9 septembre 1928 à Marseille et mort le 3 juin 2005 dans la même ville, est un joueur de football français. Il évoluait au poste de défenseur.

## Carrière
Robert Forno, formé à l'Olympique de Marseille, réalise ses premiers matchs de deuxième division au GSC Marseille, club réserve de l'Olympique de Marseille, en 1949. Après la dissolution du club au début de la saison 1950-1951, il rejoint le Cercle athlétique de Paris. Il joue ensuite pour le Toulouse FC de 1951 à 1952 et pour l'Olympique de Marseille de 1952 à 1953.

## Statistiques
Au cours de sa carrière, Robert Forno dispute 2 matchs en Division 1 et 33 matchs en Division 2.